# Úpské rašeliniště

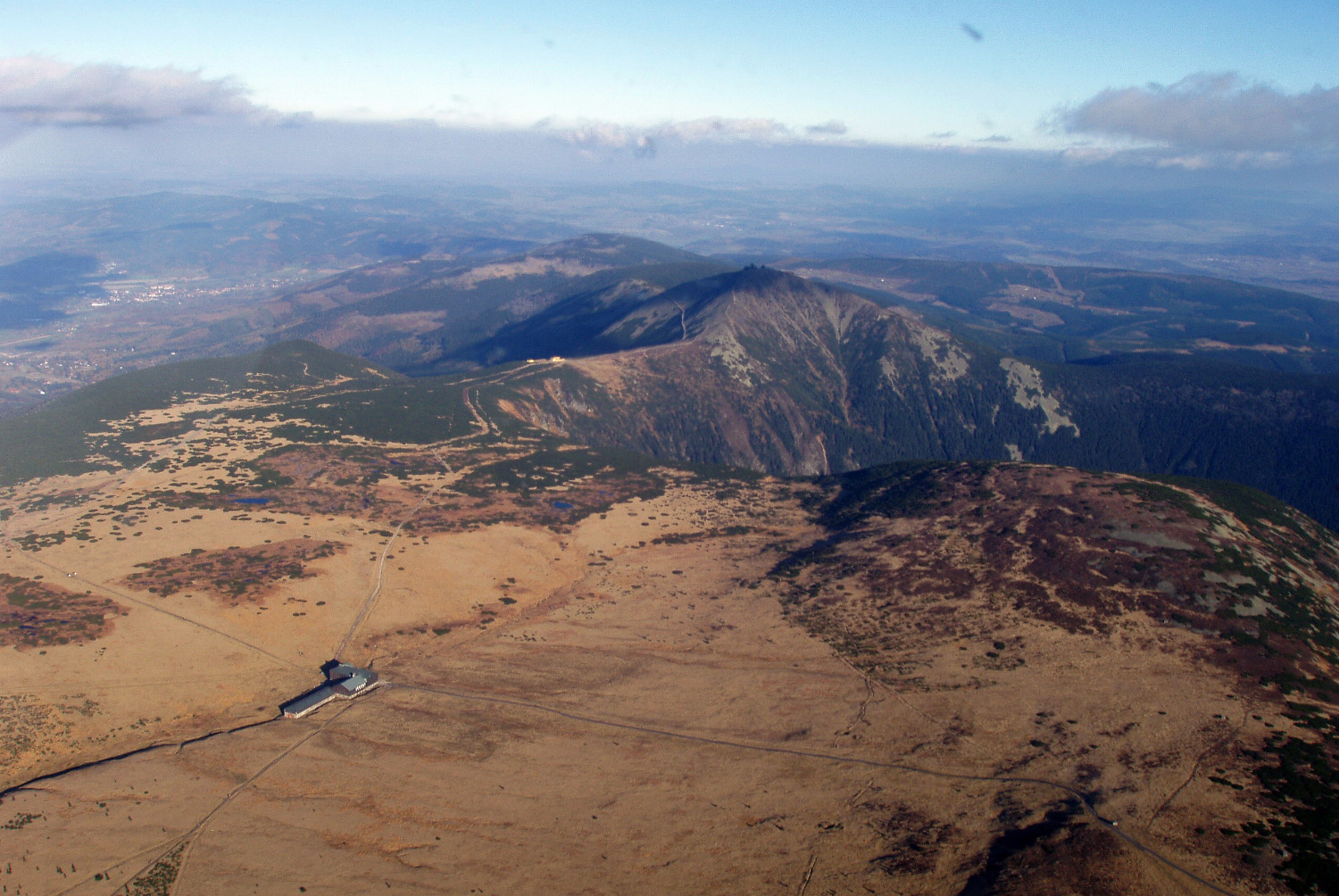
Vrcholové partie Krkonoš mezi Luční boudou a Sněžkou. Úpské rašeliniště je na snímku vlevo. Na něm jsou vidět obě největší rašelinná jezírka, vlevo větší na polské straně a vpravo menší ne české straně.

Úpské rašeliniště se nachází v Krkonoších v nadmořské výšce přesahující 1400 metrů mezi Luční boudou, Studniční horou a Hraničním hřebenem. Má rozlohu 72,8 ha a jedná se tak o největší vrchovištní rašeliniště v Krkonoších. Mocnost rašeliniště, které částečně zasahuje na polské území, dosahuje až 1,20 metru. Nacházejí se zde až jeden metr hluboká rašelinná jezírka (největší na české straně má rozlohu 834 m² a největší na polské straně má rozlohu 1544 m²) a rašelinné kopečky, tzv. bulty.  Voda z rašeliniště je odváděna do Úpy, v menší míře do Bílého Labe. 
Úpské rašeliniště patří k nejznámějším ze zhruba šesti desítek rašelinišť, která se vyskytují na náhorních plošinách Krkonoš a svým charakterem připomínají rašeliniště v severní Evropě. Z flóry zde najdeme klečovité porosty, kyhanku sivolistou, šichu oboupohlavnou, suchopýr pochvatý a úzkolistý a další šáchorovité rostliny a mechy. Vyskytují se zde také glaciální relikty, jako je ostružiník moruška, všivec krkonošský či rašeliník Lindbergův. Z živočichů zde žije hraboš mokřadní, vážky lesklice horská a  šídlo horské, pavouk slíďák (Arctosa alpigena lamperti) a pavouk plachetnatka Bolyphanthes luteolus, z hmyzu dále ještě potápník Hydroporus nivalis, střevlíček Patrobus assimilis, chrostík Oligotricha striata a motýl dřevobarvec bolševníkový (Dasypolia templi). Vyskytují se zde i různé druhy ptáků, jako je například čečetka tmavá (Carduelis cabaret), slavík modráček tundrový (Luscinia svecica svecica) a  pěvuška modrá (Prunella modularis).

## Ochrana
Lokalita byla v roce 1952 vyhlášena přírodní rezervací. Úpské rašeliniště je součástí I. zóny Krkonošského národního parku a zároveň je zapsáno na seznamu světově významných mokřadů Ramsarské dohody. Vstup do území není povolen, nicméně prochází tudy modře značená turistická stezka mezi Luční boudou a bývalou Obří boudou.